# 老娘舅 (情景喜剧)
《老娘舅》是由上海文广传媒公司（东方电视台前身）投资拍摄的情景喜剧，从其1995年9月首播到2007年12月最后一集播放，总共经历了12年的时间，着眼于上海普通百姓的日常生活，受到了广泛的好评。其中一些角色，如“老娘舅”、“阿德哥”、“阿庆”等角色在上海观众中拥有颇高的知名度。一些演员，如陈国庆，也靠在“老娘舅”中出演角色而一炮而红。故其亦被誉为“海派”室内情景喜剧的经典之作。该系列喜剧也曾在宁波的电视台上播出，得到过不俗的收视率。
12年以来，老娘舅共经历了4次改版，在第四次改版之后，由于播出频率从每周2集提高到每天2集，第四版“老娘舅”剧集的各方面制作水平都有所下降，导致收视率一落千丈，最终，老娘舅于在2007年12月结束。

## 剧情
在吴语（上海话）中，“老娘舅”（上海话拼音：lhaonhianjhiou，发音：[[lɔ̀ȵiã̋dʑiɤ᷆]]）通常指那些有威望、讲公道的年长者。而剧中的“老娘舅”（李九松饰）正是一个这样的人。他为人正直善良，热心社区事务活动，但喜欢管闲事，惹出不少笑话。从《老娘舅》到《老娘舅与他的邻居们》的所有剧集均围绕着老娘舅经历的各式各样的事情而展开。
从《老娘舅与他的儿孙们》开始，“老娘舅”在剧集中出现的频率逐渐减少，全局的中心转而集中到阿庆、杜禄冠和阿德夫妇在幸福小区的生活。这个设置一直延续到了剧集的最后。

## 历史
1995年9月，东方电视台创建了《百家心》，起初是每两周一集，取材于市民百姓的日常生活，在石库门实景拍摄。播出后，收视率迅速上升，甚至超过了当时流行的几部电视剧。

### 第一次改版
1998年7月，东方电视台准备创立一个能与北方我爱我家系列情景喜剧抗衡的情景喜剧，依托原老娘舅系列在观众中的影响力，推出了以直接以“老娘舅”命名的室内情景喜剧，剧情上延续了原版老娘舅贴近民生的风格。它标榜自己为“海派室内喜剧”，全剧以吴语（上海话）作为主要语言，这在当时中央提倡说普通话的情况下是很少见的，也间接推动了后期南方一大批打方言特色的情景喜剧的兴起。第一次改版后的老娘舅获得了很大的成功，收视率一度突破23.61%,总共100集。

### 第二次改版
2000年7月，为了适应上海快速的发展，老娘舅也适时推出了第二次改版，并重命名为《老娘舅续集》，总共111集，第一百零一集为特别版，续集的第一集为第一百零二集，由于续集中的2个第144集是电视屏幕制作时打印错误，其实是续集中的第四十五集和第四十六集，故事中的错误2集为手下留情和越帮越忙。老娘舅与他的家庭成员的活动不再局限于老娘舅家的客厅，而扩展到了整个居民小区，幸福小区。在一个剧集中，幸福小区曾被提示位于上海徐家汇区域内。小区内有一咖啡吧，由新增角色阿德、阿毛经营。而另一版本中从未提到的老娘舅的“邻居”也作为新增角色在老娘舅与邻居们中出现。这一版本的老娘舅特别注重针砭时弊，一些当时流行的新闻都给幸福小区的居民带来一些影响。播出后，收视率也名列前茅。

### 第三次改版
2002年10月，为了与上海人的生活节奏同步，老娘舅第三次改版。并重命名为《老娘舅和儿孙们》。本剧中，此次改版被看作是其历史上最成功的一次改版，虽然李九松对片中过于年轻化的一些元素不满而退出剧组，但由于剧组新加入了阿庆这一角色在观众中广受欢迎，本剧第一集为三喜临门，新改版的老娘舅依旧保持了8%的收视率，且赢得了不少年轻观众。
2004年左右，老娘舅剧组再次进行了一次小型扩容，重新装修了一下室内布景，名称与主要人物设置并未做改变。

### 第四次改版与系列的最后终结
2006年，老娘舅第三次改版。由于收视率的下降，促使老娘舅剧组再次改版扩容，名称再次改变，主要人物设置也基本没有变动，并重命名为《老娘舅家的邻居们》。本剧中其实是将老娘舅改版，计划拍摄的新作品《阿德与阿庆》，但播出频率从每周2集增加到每天1集。由于播出频率的增加，导致剧组工作量加大，剧本开始出现一些粗制滥造的局面，渐渐脱离实际生活，例如一些角色重复离婚-结婚-再离婚-再复婚等等。遭致不少批评，导致收视率更加下滑。后期，老娘舅为了吸引更多年轻观众，邀请了不少选秀明星担任客座嘉宾，但收效甚微。整个系列在2007年中秋节后停播。

### 剧集终结之后
剧集终结之后，原老娘舅剧组的大部分演职人员开始拍摄另一部设定于民国时期大上海的情景喜剧《啼笑往事》（正式播出后又命名为《噱战上海滩》），从2008年1月开播，每周2集。经典版的老娘舅节目仍然在娱乐频道每天16：30到17：30时段间重播。与此同时，一个叫新老娘舅的节目开始在东方电视台播出，但不是情景喜剧，而是一个纠纷调解节目，与《老娘舅》节目完全无关；此外同频道同时还有一个节目叫做阿庆讲故事，节目副标题也叫做百家心，放在新老娘舅之后播出，主持人就是陈国庆，也和该剧集无关，后停播。

## 角色

### 从《百家心》到《老娘舅》到《老娘舅和邻居们》
主要角色
| 演员   | 角色             | 角色信息 |
| ------ | ---------------- | --- |
| 李九松 | 董志浩（老娘舅） | 典型的上海老头，性格善良正直。退休后不甘寂寞，经常参与社区事务，闹出不少笑话。 他是个秃顶，有一集提示老娘舅的秃顶是因为孙子董斌斌小时候经常在他头上排尿。 |
| 方丽英 | 老舅妈           | 典型的上海老太，退休后闲在家，每天做家务，并负责全家的伙食。把老娘舅管得很严。                                                                            |
| 马莉莉 | 董慧芳           | 老娘舅家的大女儿，性格温柔，处事大方，常常为成为某些家庭僵局、闹剧的最后圆场者，身为外企经理，丈夫为科研工作者，有一弱智儿子。                            |
| 钱程   | 董大方           | 老娘舅之子，性格正直幽默，原来在一家国有企业工作，后来下岗（在一集中他去参加了4050计划，成为了早点售卖员）。对待孩子非常严厉，是棍棒教育的坚定支持者。    |
| 蔡金萍 | 梅燕萍           | 董大方的妻子，性情温柔，在一家商场工作。 |
| 倪迎春 | 董小芳           | 董小芳是董大方的妹妹，老娘舅的女儿。思想新潮。三十出头尚未谈及婚嫁，这让一家人伤透了脑筋                                                                  |

客座角色
| 演员          | 角色      | 角色信息 |
| ------------- | --------- | --- |
| 王双柏        | 王伯伯    | 幸福小区居民小组长。虽然官小，但极度官僚主义。 |
| 骆文莲        | 美娟      | 老娘舅夫妇的义女（虽然老娘舅自己并不喜欢她，但老舅妈非常喜欢她），非常势利眼，说话声音非常尖锐，有时会被一些角色称为“喳巴”（上海方言，意为声音过于尖利，不讨人喜欢）。 |
| 赵宗晰 戴若琳 | 斌斌 佳佳 | 董大方夫妇的龙凤胎，经常出现在一些讽刺教育制度的剧集中。 |

### 从《老娘舅和儿孙们》到剧集结束
主要角色
| 演员      | 角色      | 角色信息 |
| --------- | --------- | --- |
| 毛猛达    | 阿德哥    | 斌斌和佳佳收购百隆咖啡吧后，阿德哥成为咖啡吧的大堂经理。一改以往形象，阿德哥在老娘舅与儿孙们中成为了一个正面形象，正义感强，足智多谋。与小芳结婚。离婚后，阿德与阿庆合作开办德庆婚姻介绍所。                             |
| 倪迎春    | 小芳      | 尽管在老娘舅部分剧集中已经有男友，但在从老娘舅和儿孙们中，她突破重重反对，选择与阿德结婚，但最终又离婚去了纽西兰。后来又回国，具体从事职业不明                                                                           |
| 陈国庆    | 阿庆      | 典型的小市民形象，喜欢占小便宜，在从老娘舅和儿孙们中，经营者一家奶茶铺。与妻子阿美离婚后，接受了50万的离婚赔偿款，在咖啡吧旁边经营超市。后与美娟结婚，但最终还是离婚了，超市交给了美娟管理。自己与阿德开办了德庆婚介所。 |
| 骆文莲    | 美娟      | 老娘舅夫妇的义女，非常势利眼，说话声音非常尖锐，有时会被一些角色成为“喳巴”（上海方言，意为声音过于尖利，不讨人喜欢）。后与阿庆结婚，但最终还是离婚了。                                                                   |
| 姚祺儿    | 杜禄冠    | 美丽莎化妆品公司老板，早年曾从事黄鳝零售生意，与阿德、阿庆是老朋友。 |
| 周益伦    | 康大海    | 老娘舅中唯一的坏分子，为康海海大儿子，坑蒙拐骗无所不干，在剧集中为反面典型。 |
| 朱桢 粟奕 | 斌斌 佳佳 | 董大方夫妇的子女，长大后一起创立了百隆咖啡吧。 |
| 陈烨      | 杜媛媛    | 杜禄冠的宝贝女儿，因特别受宠爱，所以有一些大小姐的脾气。 |
| 钱懿      | 孔祥南    | 佳佳的老同学，因为喜欢佳佳，一直在追求她。 |
| 李麒耀    | 瑶瑶      | 阿庆超市的收银员。 |